# Moustafa Mahmoud
Moustafa Mahmoud Abdel Khaliq (* 22. September 2001) ist ein ägyptischer Leichtathlet, der sich auf den Speerwurf spezialisiert hat.

## Sportliche Laufbahn
Erstmals internationale Erfahrungen sammelte Mustafa Mahmoud im Jahr 2022, als er bei den U23-Mittelmeer-Meisterschaften in Pescara mit einer Weite von 69,53 m die Bronzemedaille hinter dem Franzosen Teura’itera’i Tupaia und Jhonatam Maullu aus Italien gewann. Im Jahr darauf siegte er bei den erstmals ausgetragenen Arabischen U23-Meisterschaften in Radès mit 77,85 m, ehe er auch bei den Arabischen Meisterschaften in Marrakesch mit 77,32 m die Goldmedaille gewann. 2024 gewann er bei den Afrikaspielen in Accra mit 78,10 m die Bronzemedaille hinter dem Nigerianer Chinecherem Nnamdi und Julius Yego aus Kenia. Im Juni gewann er bei den Afrikameisterschaften in Douala mit 77,25 m die Bronzemedaille hinter Yego und Nnamdi. Anschließend schied er bei den Olympischen Sommerspielen in Paris mit 74,87 m in der Qualifikationsrunde aus.
In den Jahren 2023 und 2024 wurde Abdel Khaliq ägyptischer Meister im Speerwurf.